# Valentin Ecchius
Valentin Ecchius nebo také Valentin Eck, Eckius (1494 Lindau Bavorské vévodství – 1556) byl uherský humanistický učenec, básník a veřejný činitel.
Pocházel z bavorského města Lindau. Po humanitních studiích ve vlasti odešel studovat na univerzity do Krakova a Vratislavi.
Po příjezdu do Uher krátce působil u Alexeje II. Turza (nar. 25. ledna 1543), zvolenského župana a kremnického komorního hraběte, který byl v té době dobrosrdečným podporovatelem všech věd a vzdělanců. Na Turzův popud krátce nato odjel do školy svobodného královského města Bardejova, aby tam vyučoval a byl jejím ředitelem. Kromě dlouholetého vedení bardejovské městské školy byl i rychtářem města. Je autorem četných spisů, jeho nejznámějším dílem je kompendium poetiky O umění veršovat (Ars versificandi; 1515, 1521, 1539). Jeho nejznámějším žákem a dlouholetým přítelem byl Leonard Stöckel.